# Старобинский, Алексей Александрович
Алексе́й Алекса́ндрович Староби́нский (19 апреля 1948, Москва — 21 декабря 2023, Москва) — российский физик-теоретик, автор работ по гравитации и космологии. Академик РАН (2011, член-корреспондент РАН с 1997). Главный научный сотрудник Института теоретической физики имени Ландау РАН.

## Биография
Родился 19 апреля 1948 года в Москве. Родители, Александр Израилевич Старобинский (1919—1950) и Наталия Платоновна Керженцева (1925—2006), были радиофизиками.
Окончил в 1966 году физико-математическую школу № 5 города Москвы (одиннадцатилетнюю) и в том же году поступил на физический факультет МГУ. В университете учился в одной теоретической группе с Александром Гросбергом и Андреем Линде до окончания МГУ в январе 1972 года.
Ученик академика Якова Борисовича Зельдовича. В 1975 году защитил кандидатскую диссертацию «Квантовые эффекты и усиление волн в сильных гравитационных полях».
В 1991 году уехал работать приглашенным учёным-исследователем в Эколь Нормаль. В 2006 году работал в Институте Анри Пуанкаре. В 1994/1995 и 2007 годах в Юкава-институте Киотского университета и в 2000/2001 году в научно-исследовательском центре ранней Вселенной Токийского университета.
Член редколлегий журналов «Письма в ЖЭТФ», «Письма в Астрономический журнал» (заместитель главного редактора), «Gravitation and Cosmology» (заместитель главного редактора), «International Journal of Modern Physics D», «Journal of Cosmology and Astroparticle Physics».
Также был членом редколлегий журналов «Classical and Quantum Gravity» (1993—1996), «General Relativity and Gravitation» (1989—1997), «Physical Review D» (2001—2003).
Академик Российской академии наук (2011, член-корреспондент с 1997). Член Немецкой национальной академии наук «Леопольдина» (2010).
В 2017 году избран иностранным членом Национальной академии наук США.
В июле 2013 года в знак протеста против планов правительства по реформе Российской академии наук (РАН), выразившимся в проекте Федерального закона «О Российской академии наук, реорганизации государственных академий наук и внесении изменений в отдельные законодательные акты Российской Федерации» 305828-6, заявил об отказе вступить в новую «РАН», учреждаемую предлагаемым законом (см. Клуб 1 июля).
Скоропостижно скончался 21 декабря 2023 года. Похоронен в родственной могиле на 2-м участке Новодевичьего кладбища в Москве.

## Общественная позиция
В феврале 2022 года подписал открытое письмо российских учёных и научных журналистов с осуждением вторжения России на Украину и призывом вывести российские войска с украинской территории.

## Научный вклад
Область научных интересов: классическая и квантовая теория гравитации, космология, релятивистская астрофизика.
Совместно с Я. Б. Зельдовичем рассчитал количество частиц и среднее значение тензора энергии-импульса квантовых полей в однородной анизотропной космологической модели. Вместе с ним же продемонстрировал Стивену Хокингу, что в соответствии с принципом неопределённости квантовой механики вращающиеся чёрные дыры должны порождать и излучать частицы.
Совместно с Ю. Н. Парийским и другими обнаружил флуктуации температуры реликтового излучения.
Совместно с Аланом Гутом и Андреем Линде является основоположником теории ранней Вселенной с де-ситтеровской (инфляционной) стадией. Наиболее важные результаты в этой области: первый расчёт спектра гравитационных волн, генерируемых на инфляционной стадии, первая последовательная модель инфляционного сценария, первый (одновременно, но независимо от Хокинга и Гута) количественно правильный расчёт спектра возмущений плотности, теория стохастической инфляции, теория разогрева материи во Вселенной после конца инфляционной стадии, теория перехода от квантового описания первичных неоднородностей к классическому.

## Премии и награды
- Премия имени А. А. Фридмана РАН (1996)[16]
- Премия Томалла (Швейцария) (2009)[17]
- Медаль Оскара Клейна Шведской королевской академии наук и Стокгольмского университета (2010)[18]
- Медаль Амальди[нем.] Итальянского гравитационного общества (совместно с В. Ф. Мухановым) (2012)[19]
- Премия Грубера в области космологии (совместно с В. Ф. Мухановым) (2013) в размере 500 тыс. долларов США[20]
- Премия Кавли в области астрофизики (2014)[21]
- Золотая медаль имени А. Д. Сахарова РАН (2016)[22]
- Медаль Дирака (совместно с В. Ф. Мухановым и Р. А. Сюняевым)  (2019)[23]
- Премия имени И. Я. Померанчука (2021)[24]

Прочие награды и звания:
- Медаль ордена «За заслуги перед Отечеством» II степени (2009)
- Памятная медаль «300 лет М. В. Ломоносову» ЦК КПРФ (2011)[25]
- Почётный доктор Казанского (Приволжского) федерального университета (2014)
- Офицер Ордена Академических пальм (Франция, 2017)
- Медаль ордена «За заслуги перед Отечеством» I степени (5 февраля 2024 года, посмертно) — за большой вклад в развитие отечественной науки, многолетнюю плодотворную деятельность и в связи с 300-летием со дня основания Российской академии наук[26]